# Thoracibidion insigne
Thoracibidion insigne là một loài bọ cánh cứng trong họ Cerambycidae.